# Henckelia fruticola
Henckelia fruticola là một loài thực vật có hoa trong họ Tai voi (Gesneriaceae). Loài này có ở tỉnh Vân Nam (Trung Quốc) và được H. W. Li mô tả khoa học đầu tiên năm 1983 dưới danh pháp Chirita fruticola. Năm 2011, D.J. Middleton & Mich.Möller chuyển nó sang chi Henckelia.